# Benjamin van Leer
Benjamin van Leer (Nieuwegein, 9 april 1992) is een Nederlands voormalig doelman in het betaald voetbal. 

## Clubcarrière

### PSV
Van Leer, wiens moeder van Molukse komaf is, werd geboren in Nieuwegein en groeide op in Houten. Daar begon hij bij SV Houten en werd opgenomen in de jeugd van USV Elinkwijk. In 2007 ging hij naar PSV.
Van Leer kreeg in februari 2010 een contract voor een jaar bij PSV. Hiervoor had hij drie jaar in de jeugd van PSV gespeeld, één jaar in de B1 en twee jaar in de A1.
Op 31 maart 2011 kreeg Van Leer een contractverlenging aangeboden tot mei 2012. In het seizoen 2012/13 werd van Leer uitgeleend aan FC Eindhoven.

### Verhuur aan FC Eindhoven
Van Leer kwam in het seizoen 2012/13 uit voor FC Eindhoven waar hij uiteindelijk zeventien wedstrijden tweede keeper achter Brahim Zaari was, zonder zijn debuut te maken in het betaald voetbal. Na de huurperiode keerde van Leer weer terug bij PSV.

### Terugkeer bij PSV
Van Leer maakte in het seizoen 2013/14 voor het eerst deel uit van de selectie van PSV. Hij werd vierde keeper achter Jeroen Zoet, Przemyslaw Tyton en Nigel Bertrams. Waar Zoet en Tyton voornamelijk voor het eerste elftal uitkwamen fungeerde Van Leer als tweede keeper voor Jong PSV achter Bertrams. Van Leer maakte zijn debuut op 30 augustus 2013 in de wedstrijd van Jong PSV tegen FC Dordrecht. Uiteindelijk keepte Van Leer veertien wedstrijden voor Jong PSV.

### Roda JC
In januari 2014 werd bekend dat Van Leer aan het einde van zijn contract transfervrij zou verhuizen naar Roda JC Kerkrade. Hier tekende hij in eerste instantie voor drie jaar. Van Leer maakte dat seizoen af als reservedoelman achter Bram Verbist, maar keepte gedurende het seizoen 2015/16 alle 34 speelronden. Hij tekende in juli 2016 bij tot medio 2019 en speelde ook in het seizoen 2016/17 alle wedstrijden. Met hem in het doel handhaafde Roda JC zich twee jaar op rij in de Eredivisie, de eerste keer via de veertiende plaats en een seizoen later via de play-offs.

### Ajax
Van Leer tekende 30 juni 2017 een contract tot medio 2021 bij Ajax, dat hem voor €700.000,- overnam van Roda JC.

### Verhuur aan NAC Breda
In het seizoen 2018/19 verhuurde Ajax hem aan NAC Breda. Van Leer speelde er uiteindelijk 32 competitieduels. Hij degradeerde met NAC uit de Eredivisie.

### Sparta Rotterdam
Op 30 juni 2020 maakte Sparta Rotterdam bekend Van Leer over te nemen van Ajax. Van Leer tekende een tweejarig contract in Rotterdam.

## Carrièrestatistieken
Beloften
| Seizoen | Club      | Land               | Competitie     | Competitie | Competitie |
| Seizoen | Club      | Land               | Competitie     | Wed.       | Dlp.       |
| ------- | --------- | ------------------ | -------------- | ---------- | ---------- |
| 2013/14 | Jong PSV  | Vlag van Nederland | Eerste divisie | 14         | 0          |
| 2017/18 | Jong Ajax | Vlag van Nederland | Eerste divisie | 2          | 0          |
| Totaal  | Totaal    | Totaal             | Totaal         | 16         | 0          |

Bijgewerkt tot en met 30 juni 2018
Senioren
| Seizoen         | Club             | Land               | Competitie      | Competitie | Competitie | Beker | Beker | Internationaal | Internationaal | Overig | Overig | Totaal | Totaal |
| Seizoen         | Club             | Land               | Competitie      | Wed.       | Dlp.       | Wed.  | Dlp.  | Wed.           | Dlp.           | Wed.   | Dlp.   | Wed.   | Dlp.   |
| --------------- | ---------------- | ------------------ | --------------- | ---------- | ---------- | ----- | ----- | -------------- | -------------- | ------ | ------ | ------ | ------ |
| 2012/13         | → FC Eindhoven   | Vlag van Nederland | Eerste divisie  | 0          | 0          | 0     | 0     | —              | —              | —      | —      | 0      | 0      |
| Club totaal     | Club totaal      | Club totaal        | Club totaal     | 0          | 0          | 0     | 0     | 0              | 0              | 0      | 0      | 0      | 0      |
| 2014/15         | Roda JC          | Vlag van Nederland | Eerste divisie  | 2          | 0          | 4     | 0     | —              | —              | 3      | 0      | 9      | 0      |
| 2015/16         | Roda JC          | Vlag van Nederland | Eredivisie      | 34         | 0          | 4     | 0     | —              | —              | —      | —      | 38     | 0      |
| 2016/17         | Roda JC          | Vlag van Nederland | Eredivisie      | 34         | 0          | 0     | 0     | —              | —              | 4      | 0      | 38     | 0      |
| Club totaal     | Club totaal      | Club totaal        | Club totaal     | 70         | 0          | 8     | 0     | 0              | 0              | 7      | 0      | 85     | 0      |
| 2017/18         | Ajax             | Vlag van Nederland | Eredivisie      | 0          | 0          | 1     | 0     | 0              | 0              | —      | —      | 1      | 0      |
| Club totaal     | Club totaal      | Club totaal        | Club totaal     | 0          | 0          | 1     | 0     | 0              | 0              | 0      | 0      | 1      | 0      |
| 2018/19         | → NAC Breda      | Vlag van Nederland | Eredivisie      | 31         | 0          | 1     | 0     | —              | —              | —      | —      | 32     | 0      |
| Club totaal     | Club totaal      | Club totaal        | Club totaal     | 31         | 0          | 1     | 0     | 0              | 0              | 0      | 0      | 32     | 0      |
| 2019/20         | Ajax             | Vlag van Nederland | Eredivisie      | 0          | 0          | 0     | 0     | 0              | 0              | —      | —      | 0      | 0      |
| Club totaal     | Club totaal      | Club totaal        | Club totaal     | 0          | 0          | 1     | 0     | 0              | 0              | 0      | 0      | 0      | 0      |
| 2020/21         | Sparta Rotterdam | Vlag van Nederland | Eredivisie      | 6          | 0          | 0     | 0     | —              | —              | —      | —      | 6      | 0      |
| 2021/22         | Sparta Rotterdam | Vlag van Nederland | Eredivisie      | 2          | 0          | 0     | 0     | —              | —              | —      | —      | 2      | 0      |
| Club totaal     | Club totaal      | Club totaal        | Club totaal     | 8          | 0          | 0     | 0     | 0              | 0              | 0      | 0      | 8      | 0      |
| Carrière totaal | Carrière totaal  | Carrière totaal    | Carrière totaal | 109        | 0          | 10    | 0     | 0              | 0              | 7      | 0      | 126    | 0      |

Bijgewerkt tot en met 21 juni 2023.

## Erelijst
Als speler
| Competitie           | Aantal    | Jaren     |           |           |
| Jong Ajax            | Jong Ajax | Jong Ajax | Jong Ajax | Jong Ajax |
| -------------------- | --------- | --------- | --------- | --------- |
| Eerste divisie       | 1x        | 2017/18   |           |           |
| Ajax                 |           |           |           |           |
| Johan Cruijff Schaal | 1x        | 2019      |           |           |

## Persoonlijk
Van Leer heeft sinds 2018 een relatie met voetbalinternational Lieke Martens. Het stel trouwde op 13 juni 2023.